# Eugeniusz (Bierieżkow)
Eugeniusz, imię świeckie Iwan Nikolajewicz Bierieżkow (ur. 15 marca?/27 marca 1864, gubernia włodzimierskа, zm. 24 października 1921, wieś Piscowo, ujezd Seredskoj, gubernia iwanowo-woznesenska) – rosyjski biskup prawosławny.

## Życiorys
W 1884 ukończył seminarium duchowne we Włodzimierzu, po czym podjął pracę w charakterze nauczyciela szkoły podstawowej. Święcenia diakońskie przyjął 30 sierpnia 1887 i przez kolejne sześć lat służył w eparchii włodzimierskiej. W latach 1893–1897 studiował na Moskiewskiej Akademii Duchownej, uzyskując dyplom kandydata nauk teologicznych. 1 listopada 1897 został postrzyżony na mnicha, przyjmując imię zakonne Eugeniusz. Od 1897 do 1899 był inspektorem seminarium duchownego, które sam ukończył, zaś od 1899 do 1905 był jego rektorem. Powierzenie mu funkcji rektora tradycyjnie poprzedziło podniesienie do godności archimandryty.
27 listopada 1905 w soborze Zaśnięcia Matki Bożej w Charkowie został wyświęcony na biskupa sumskiego, wikariusza eparchii charkowskiej. Po czterech latach powierzono mu urząd biskupa nadamurskiego i błagowieszczeńskiego, na której to katedrze pozostawał do 1914. W wymienionym roku został przeniesiony na katedrę kostromską i galicką. Jako biskup ordynariusz brał udział w obradach Soboru Lokalnego Rosyjskiego Kościoła Prawosławnego w latach 1917–1918. Aresztowany w 1918 w Moskwie, nie wrócił nigdy do Kostromy; zmarł w 1922. Według niektórych źródeł został rozstrzelany, będąc tym samym jedną z ofiar prześladowań Cerkwi rosyjskiej w pierwszych latach po rewolucji październikowej.